# Eliseo Rivero
Pour les articles homonymes, voir Rivero.
Eliseo Rivero Pérez (né le 27 décembre 1957 à Montevideo en Uruguay) est un footballeur international uruguayen qui évoluait au poste de défenseur.

## Biographie

### Carrière en club
Eliseo Rivero joue en Uruguay et en Argentine. 
Il évolue pendant huit saisons en faveur du Danubio Fútbol Club. Il dispute également 29 matchs en première division argentine avec le CA Platense.
Eliseo Rivero joue 24 matchs en Copa Libertadores. Il inscrit son seul but dans cette compétition le 19 avril 1978, avec le Danubio FC, contre le CA Peñarol.

### Carrière en sélection
Avec les moins de 20 ans, il participe à la Coupe du monde des moins de 20 ans 1977 organisée en Tunisie. Lors du mondial junior, il joue cinq matchs. L'Uruguay se classe quatrième de la compétition, en étant battue par le Brésil lors du match pour la troisième place.
Eliseo Rivero reçoit sept sélections en équipe d'Uruguay, sans inscrire de but. Il joue son premier match en équipe nationale le 25 août 1983, et son dernier le 16 juin 1986.
Il figure dans le groupe des sélectionnés lors de la Coupe du monde de 1986. Lors du mondial organisé au Mexique, il ne joue qu'un seul match, contre l'Argentine.

## Palmarès
| Danubio - Championnat d'Uruguay : - Vice-champion : 1983. |  | Peñarol - Championnat d'Uruguay (1) : - Champion : 1985. |